# سوفی کینزلا
مادلین سوفی تاونلی (انگلیسی: Madeleine Sophie Townley؛ زادهٔ ۱۲ دسامبر ۱۹۶۹)، که با نام نویسندگی خود سوفی کینزلا (انگلیسی: Sophie Kinsella) شناخته می‌شود، یک نویسنده اهل بریتانیا است.
دو رمان اول او از سری پرفروش معتاد به خرید (Shopaholic)، با نام‌های راز رؤیای یک معتاد به خرید (The Secret Dreamworld of a Shopaholic) و معتاد به خرید در خارج از کشور (Shopaholic Abroad)، در فیلم اعترافات یک معتاد به خرید (Confessions of a Shopaholic) محصول ۲۰۰۹ اقتباس شدند.
کتاب‌های او بیش از ۴۰ میلیون نسخه در بیش از ۶۰ کشور جهان به فروش رسیده‌است و به بیش از ۴۰ زبان ترجمه شده‌است. چندین اثر از سوفی کینزلا به فارسی ترجمه و در ایران منتشر شده‌اند.